# James K. Morrow
James Morrow (Filadelfia, Pensilvania; 17 de marzo de 1947) es un autor de ciencia ficción. Humanista científico, su obra satiriza la religión organizada y algunos elementos del humanismo y ateísmo.

### Trilogía Godhead
- Towing Jehovah (Remolcando a Jehová) (1994), en la que el cadáver de dios (un hombre de dos millas de largo , blanco y con barba gris) es descubierto flotando en el Océano Atlántico. La Santa Sede envía al capitán de un petrolero en una misión secreta para remolcar el cadáver divino a una tumba excavada en el hielo ártico. Un grupo de extremistas ateos tienen el plan de destruir el cuerpo, ya que, aunque Dios había muerto, su cadáver demuestra que estaban equivocados y que existió en algún momento en el tiempo. Una subtrama trata con la evolución de la ética y la moralidad al encarar la idea de un mundo posteísta. Remolcando a Jehová ganó el World Fantasy Award for Best Novel en 1995[1] fue nominado a un Premio Nébula en 1994;[2] y recibió las nominaciones a los premios Hugo, Clarke y Locus Fantasy en 1995.[3] Terri Windling lo seleccionó como uno de los mejores libros de fantasía de 1994.[4] Fue publicada en español en 2001 por Norma Editorial (ISBN 978-84-8431-322-9)

- Blameless in Abaddon (1996), en el que el cuerpo de dios es ahora parte de un parque temático religioso. Un magistrado de una pequeña localidad que había sufrido varios problemas personales como la muerte de su mujer o un cáncer de próstata, decide llevar a juicio a dios por crímenes contra la humanidad (ver Lawsuits against God). El abodado defensor de dios es una parodia de C. S. Lewis. Otras figuras bíblicas son Satán y Jesucristo , que también aparece en el libro. "Abaddon" es una pequeña localidad en Pennsylvania y una palabra bíblica escondida que hace referencia al infierno.
- The Eternal Footman (1999), en el que la ausencia de dios, salvo por su calavera orbitando la Tierra, resulta en una plaga mortal. Fue nominado por un premio Locus Fantasy Award en 1997.[5]

### Otras novelas
- The Wine of Violence (1981)
- The Adventures of Smoke Bailey (1983) - novelización del videojuego In Search of the Most Amazing Thing.
- The Continent of Lies (1984).
- This Is the Way the World Ends (1985) fue nominada a un premio Nébula en 1986,[6] y al John W. Campbell Memorial Award en 1987.[7]
- Su hija unigénita (Only Begotten Daughter, 1990), fue ganadora del World Fantasy Award for Best Novel en 1991;[8] nominada a un premio Nébula en 1990;[9] nominada a un Campbell y Locus SF Awards en 1991.[8] Publicada en español por Destino (Cronos, 16) en 1991 ISBN 84-2332066-9
- City of Truth (1990), novela distópica.
- The Last Witchfinder (2006)
- The Philosopher's Apprentice (2008) también titulada Prometheus Wept
- Shambling Towards Hiroshima (2009), en la tradición de Godzilla

### Historias cortas seleccionadas
- "Spelling God with the Wrong Blocks" (1987)
- "Bible Stories for Adults, No. 17: The Deluge" (1988) - ganador de premio Nébula[10]
- "Abe Lincoln in McDonald's" (1989)
- "Daughter Earth" (1991)
- "City of Truth" (1991) - Ganador de premio Nébula.[10]

### Colecciones de historias cortas
- Swatting at the Cosmos (1990)
- Bible Stories for Adults (1996)
- The Cat's Pajamas (2004)

### Antologías
- Nebula Awards 26 (1992)
- Nebula Awards 27 (1993)
- Nebula Awards 28 (1994)
- The SFWA European Hall of Fame: Sixteen Contemporary Masterpieces of Science Fiction from the Continent, con Kathryn Morrow (2007)